# 埃尔莎·帕塔奇
埃爾莎·拉弗恩特·梅迪亞努（英語：Elsa Lafuente Medianu，1976年7月18日—），艺名埃爾莎·帕塔奇（英語：Elsa Pataky），西班牙模特、演員和電影製片人。在《玩命關頭5》、《玩命關頭6》和《玩命關頭7》及《玩命關頭8》中飾演艾琳娜·内維斯一角大獲好評而知名。她曾出演的電影有《航班蛇患》、《鉛黄》、《偵探馬龍》和《迪迪好萊塢》。

## 早年
埃尔莎·帕塔奇生于西班牙马德里，父亲何塞·弗朗西斯·拉弗恩特是西班牙的生物化学家，母亲克里斯蒂娜·帕塔奇·梅迪亚努是罗马尼亚和匈牙利混血的公关。帕塔奇毕业于圣巴布罗大学，主修新闻和表演。

## 私生活
2006年起，帕塔奇与美国演员阿德里安·布罗迪约会。2007年帕塔奇31岁生日时，布罗迪在纽约购置了一座19世纪的不动产，两人在纽约的房子于2008年10月被《HELLO!》以35页的篇幅公开。两人于2009年分手，帕塔奇随后爱上法国演员奥利维·马丁内兹。
2010年初，帕塔奇开始与澳大利亚演员克里斯·漢斯沃约会，在此之前双方各派代表进行约会。帕塔奇和克里斯·漢斯沃2010年圣诞假期期间结婚，育有三个孩子：女儿（2012年生）和双胞胎儿子（2014年生）。
2012年9月，西班牙最高法院判处出版商艾迪西奥内斯·泽塔向帕塔奇赔偿31万欧元。2007年3月，该公司的《Interviu》杂志公布了用长镜头拍到的帕塔奇赤裸上身的照片，当时正为《Elle》杂志拍写真的帕塔奇正换衣服。泽塔集团对此表示上诉。
除了西班牙语，她还精通英语、罗马尼亚语、意大利语、葡萄牙语和法语。

## 参演电影
- 《没有上帝的消息》（2001）
- 《第十二夜》（2001）
- 《旋转木马》（2004）
- 《罗曼萨塔》（2004）
- 《尼内特》（2005）
- 《巴格达怪杰》（2005）
- 《航班蛇患》（2006）
- 《爱情手册2》（2007）
- 《生死逃亡》（2008）
- 《曼科拉》（2008）
- 《英雄桑托斯》（2008）
- 《侦探马龙》（2009）
- 《黃色殺手》（2009）
- 《好心先生》（2010）
- 《迪迪好莱坞》（2010）
- 《速度与激情5》（2011）
- 《白猩猩历险记》（2011）
- 《玩物人生（英语：All Things to All Men (film)）》（2013）
- 《速度与激情6》（2013）
- 《速度与激情7》（2015）
- 《速度与激情8》（2017）
- 《12猛漢》(2018)
- 《終極攔截戰》（2022）
- 《雷神索爾：愛與雷霆》（2022）
- 《速度与激情10》（2023）